# Шварцхајде
Шварцхајде (њем. Schwarzheide) град је у њемачкој савезној држави Бранденбург. Једно је од 25 општинских средишта округа Обершпревалд-Лаузиц. Према процјени из 2010. у граду је живјело 6.344 становника. Посједује регионалну шифру (AGS) 12066296.

## Географски и демографски подаци
Шварцхајде се налази у савезној држави Бранденбург у округу Обершпревалд-Лаузиц. Град се налази на надморској висини од 99 метара. Површина општине износи 33,2 km². У самом граду је, према процјени из 2010. године, живјело 6.344 становника. Просјечна густина становништва износи 191 становника/km².